# 北沢浮遊選鉱場
北沢浮遊選鉱場（きたざわふゆうせんこうば）は、かつて新潟県相川町（現・佐渡市）にあった佐渡金山（相川金銀山）の選鉱所。2012年（平成24年）に国指定史跡「佐渡金銀山遺跡」に指定され、2015年（平成27年）には重要文化的景観「佐渡相川の鉱山及び鉱山町の文化的景観」の構成要素にも選定された。

## 歴史

### 建設
相川町の北沢地区では、1937年（昭和12年）の日中戦争開始に伴う国策の増産体制の一環として、同年から1940年（昭和15年）にかけて大規模な選鉱施設が整備され、当時としては最新の技術である浮遊選鉱を行う選鉱場のほか、シックナー（濃縮器）が建設された。月間5万トンの原鉱を処理する大選鉱場として操業され、1940年（昭和15年）には佐渡鉱山史上最高の産出量を実現した。

### 廃止とその後

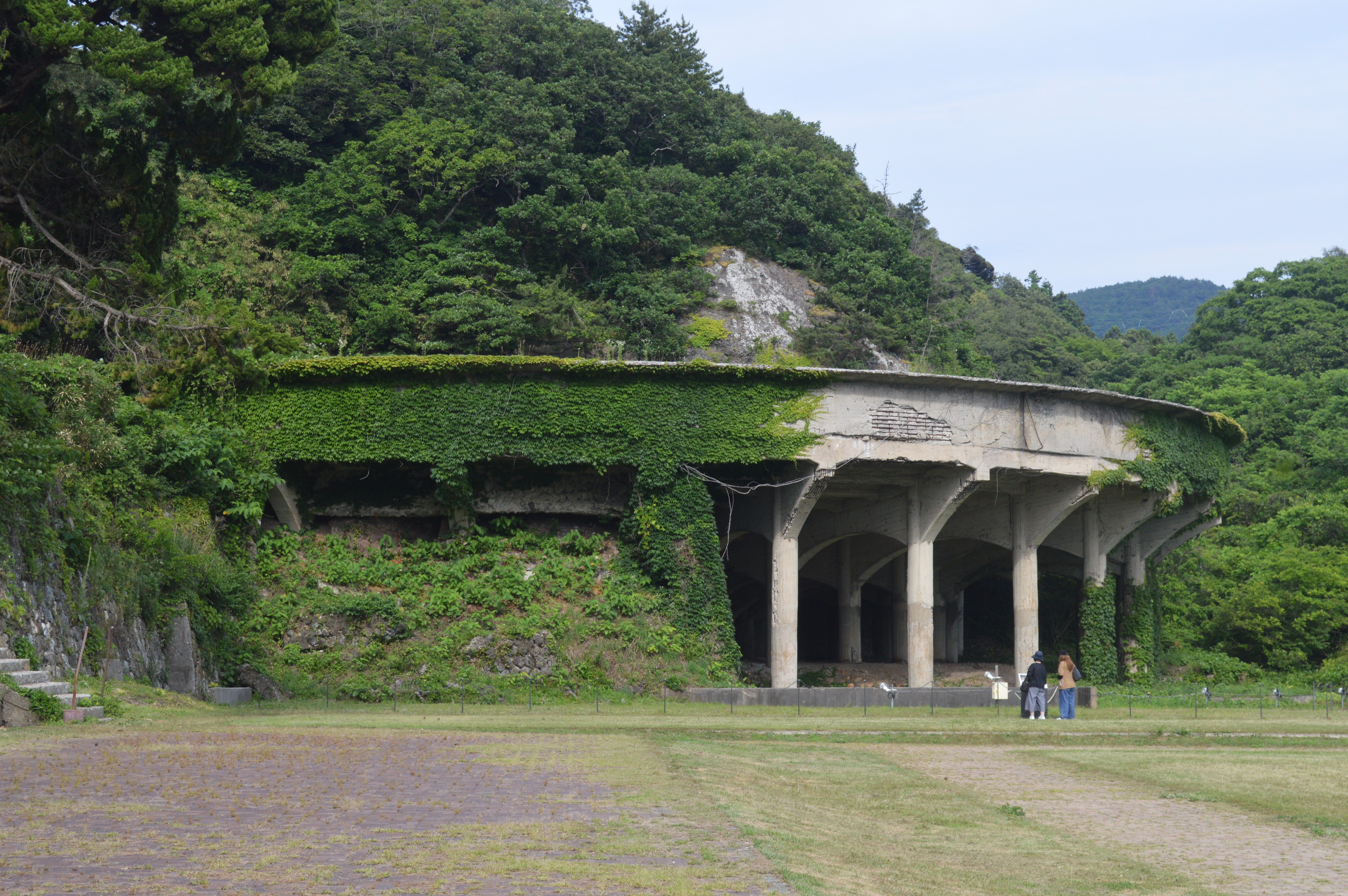
50mシックナー

しかし1952年（昭和27年）の鉱山大縮小に伴って施設は廃止された。その後は跡地の一部にプールやゴルフ練習場が建設されたこともあった。
現在では浮遊選鉱場は階段状のコンクリート躯体のみが残され、シックナーは50mのものが1基残っている。また、明治期から整備された旧北沢青化・浮選鉱所や旧北沢火力発電所の遺構も隣接して残っている。

### 利活用
遺構は「佐渡島のラピュタ」と呼ばれ、観光スポットとなっている。2010年（平成22年）には広場が整備され、グッドデザイン賞を受賞した。
2018年（平成30年）からは期間限定で夜間のライトアップが行われるようになった。2022年（令和4年）7月には、選鉱場前にあった佐渡市保有の倉庫をリノベーションして交流拠点「KITAZAWA KICHI」（キタキチ）がオープン。2階にはカフェ「北沢Terrace」が設置され、選鉱場前の広場にはテラス席も設けられた。
2010年（平成22年）11月に佐渡金山が世界遺産の正式候補となると、2022年（令和4年）にユネスコに対し正式に推薦された。国指定史跡「佐渡金銀山遺跡」としては江戸時代の範囲のみを対象としているが、重要文化的景観の「相川鉱山町」としては北沢浮遊選鉱場がある北沢地区も含まれている。世界遺産の推薦書では北沢地区を含む範囲が推薦されたが、2023年（令和5年）に行われたユネスコ諮問機関による現地視察の結果、2024年（令和6年）6月には「相川鉱山町の中で明治時代以降の影響が強い北沢地区は除外すべき」と指摘を受けた。佐渡市・新潟県・日本国政府は登録実現のために北沢地区を候補から除外し、同年7月の第46回世界遺産委員会で「佐渡島の金山」の登録が決定した。
なお、北沢という地名は、相川の南を流れる間切川が南沢と呼ばれたことに対して、浮遊選鉱場内を流れる濁川が通称として北沢と呼ばれたことに由来し、正式な町名ではない。濁川は選鉱作業で使った廃水処理に利用された。

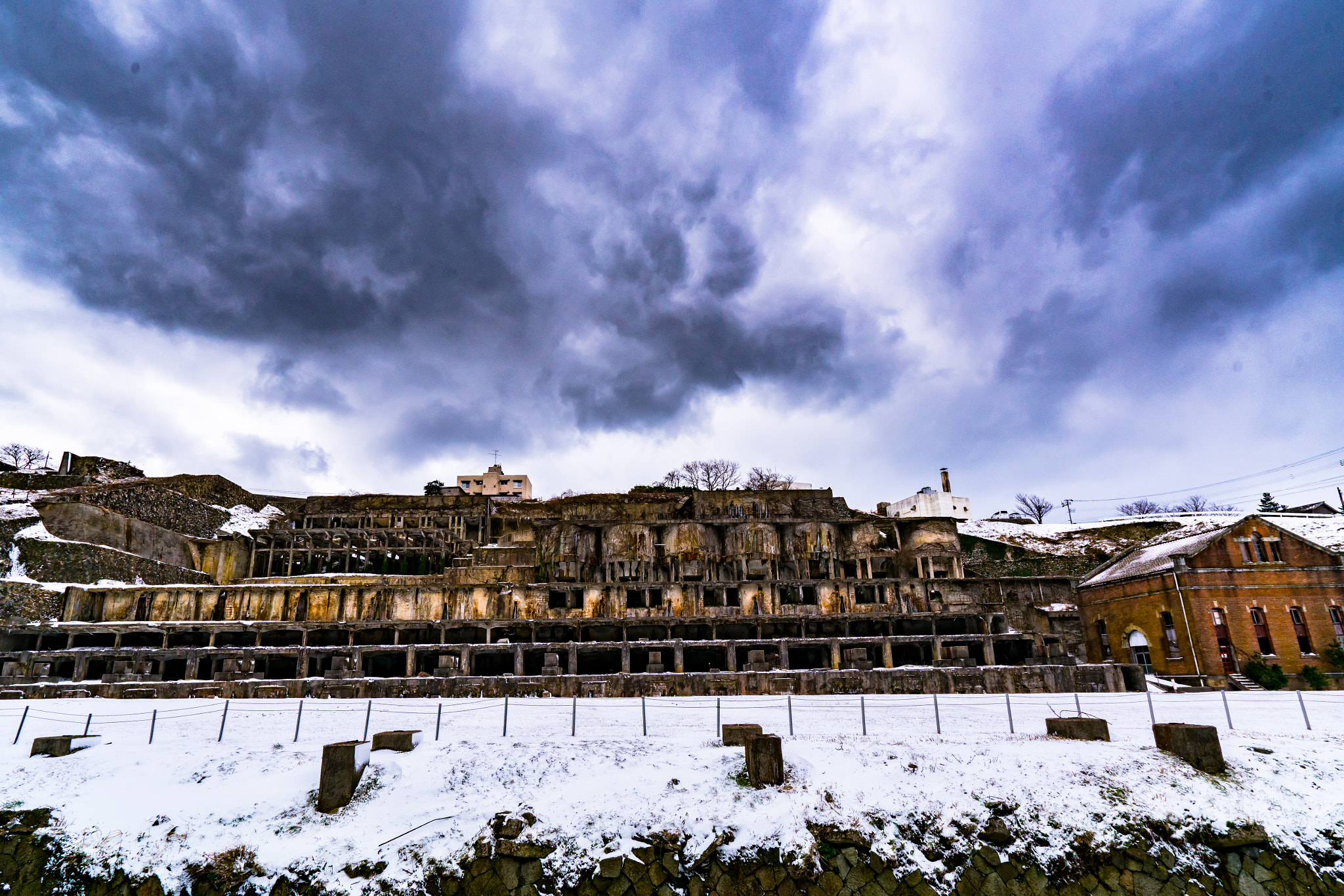
冬季の北沢浮遊選鉱場
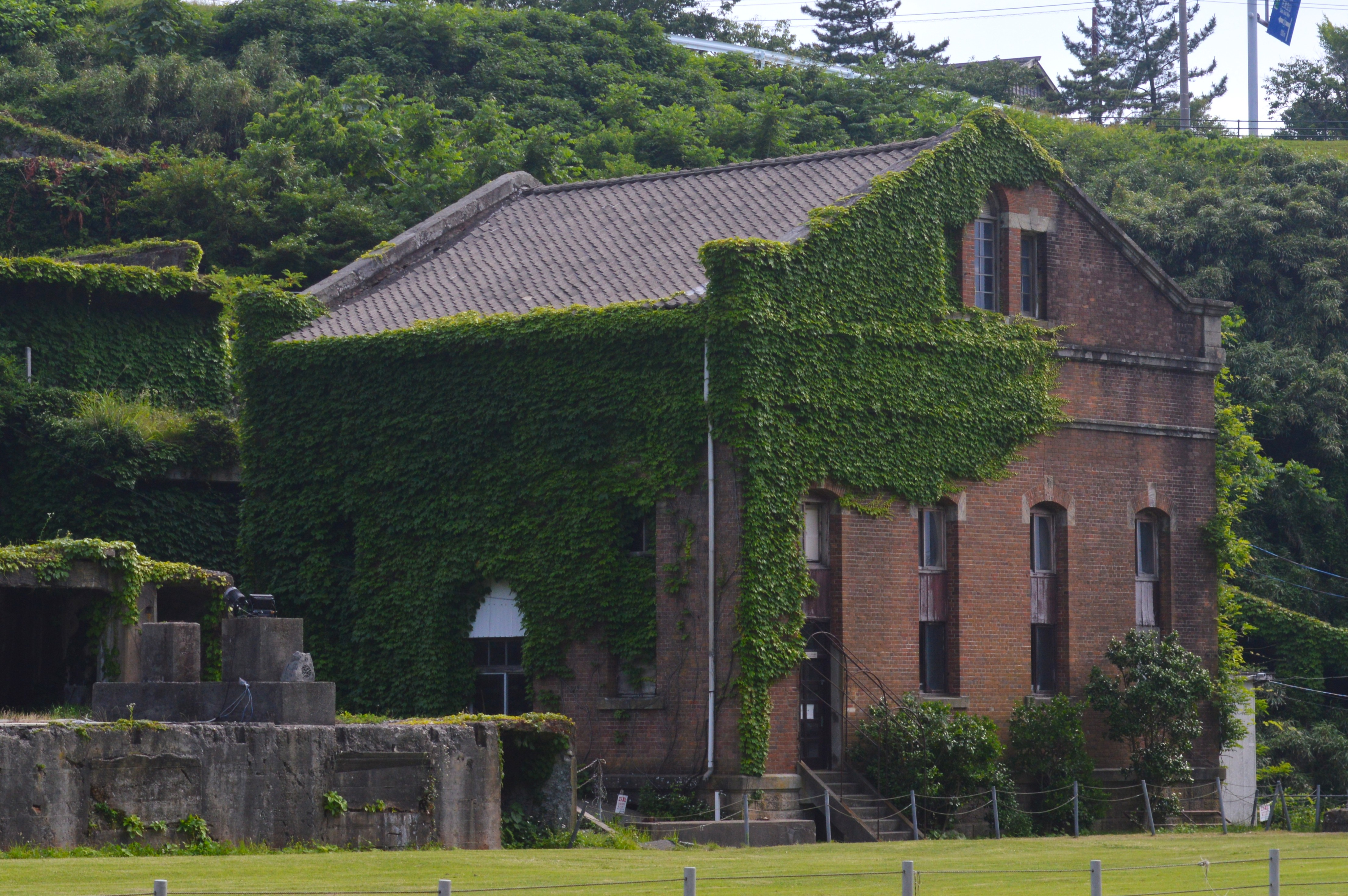
旧北沢火力発電所
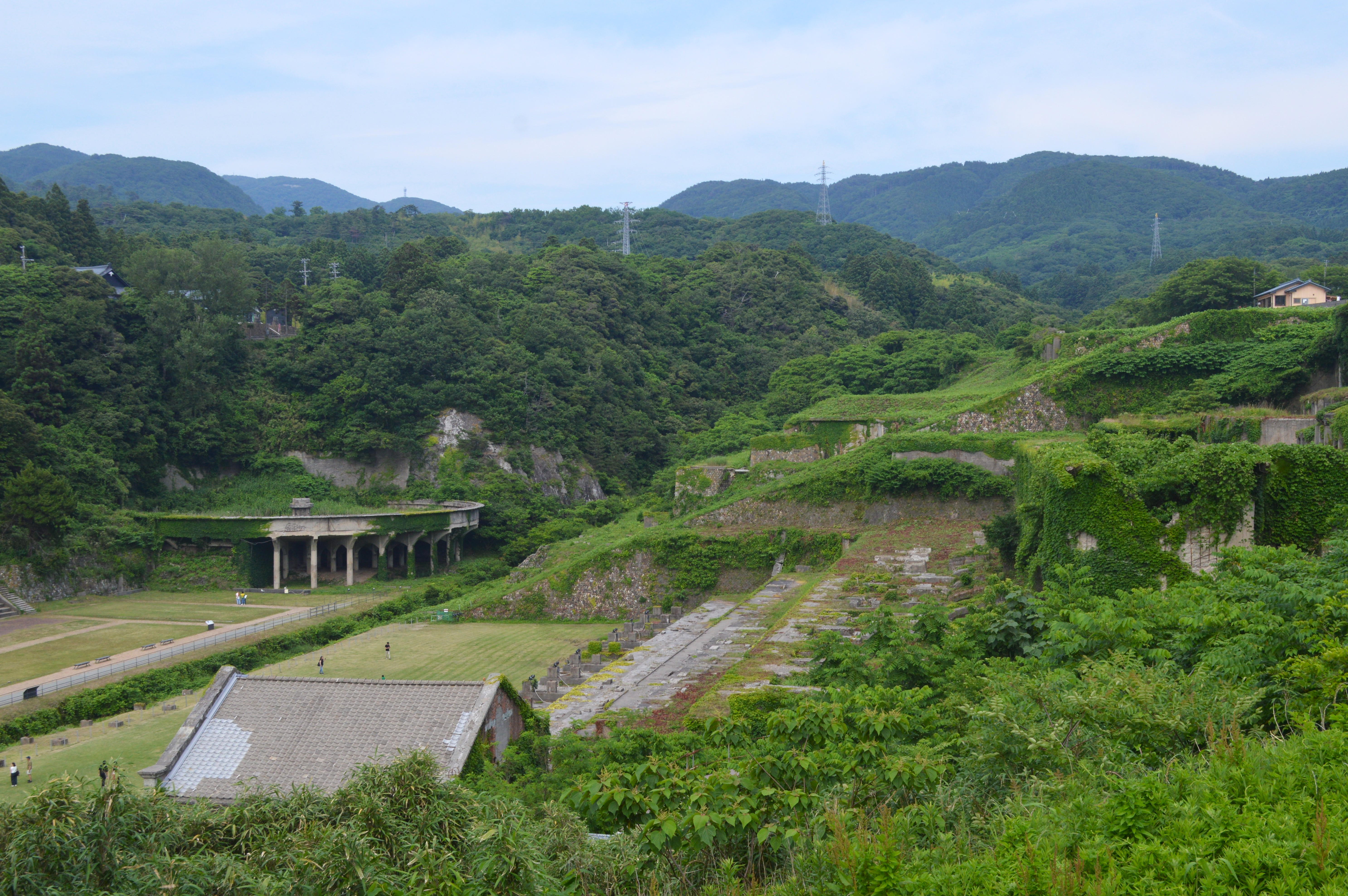
北沢地区の全景
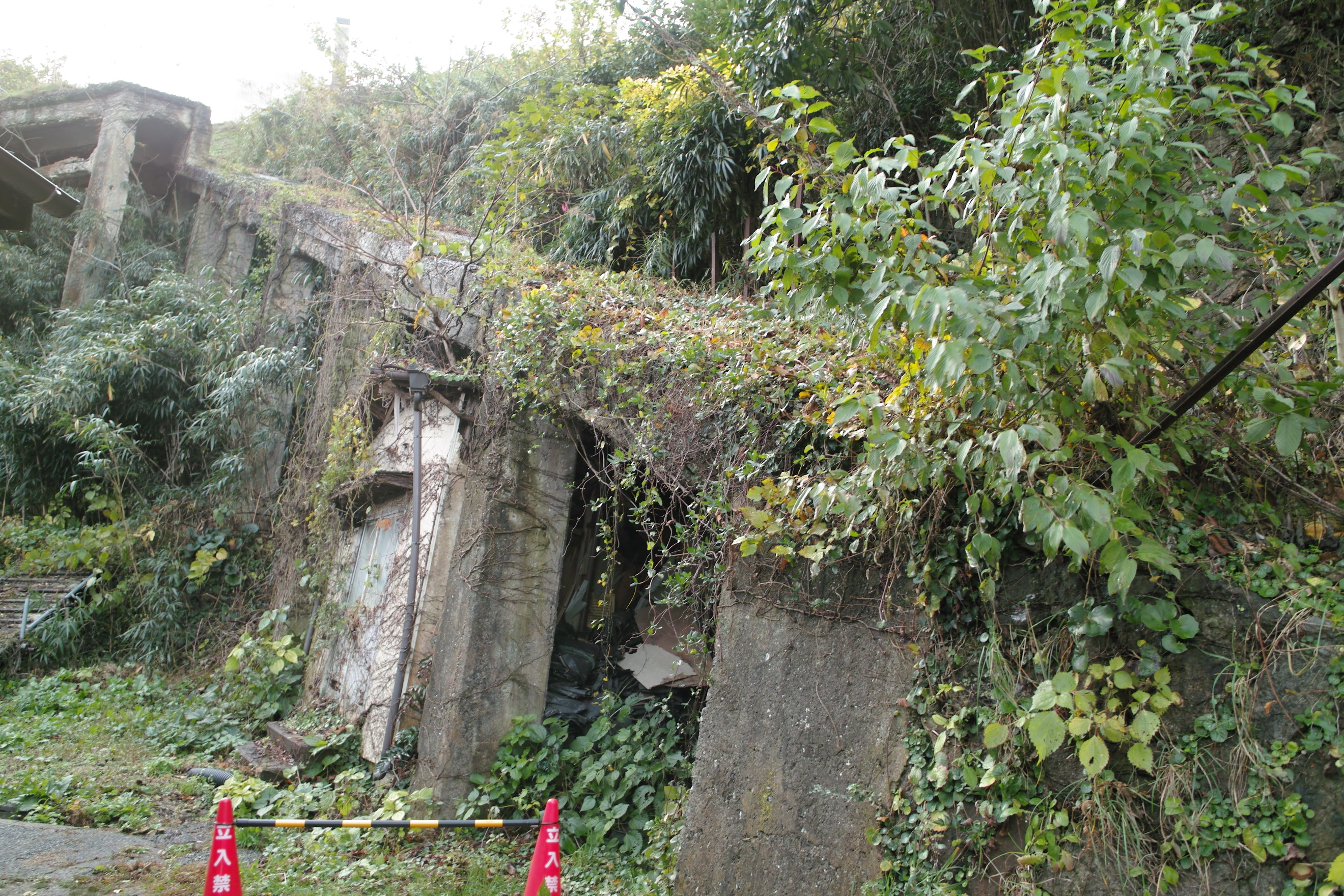
インクライン
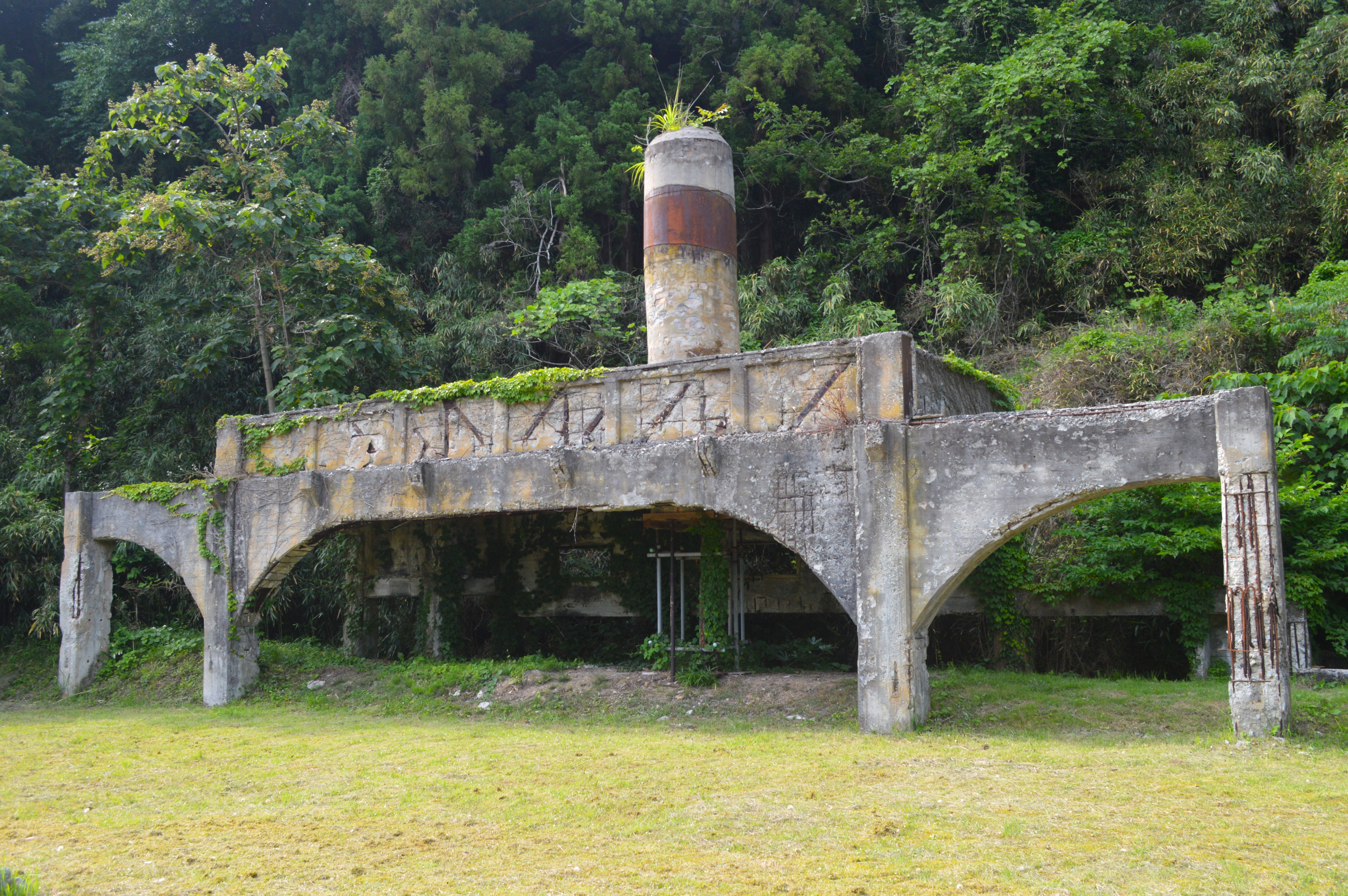
鋳造工場跡
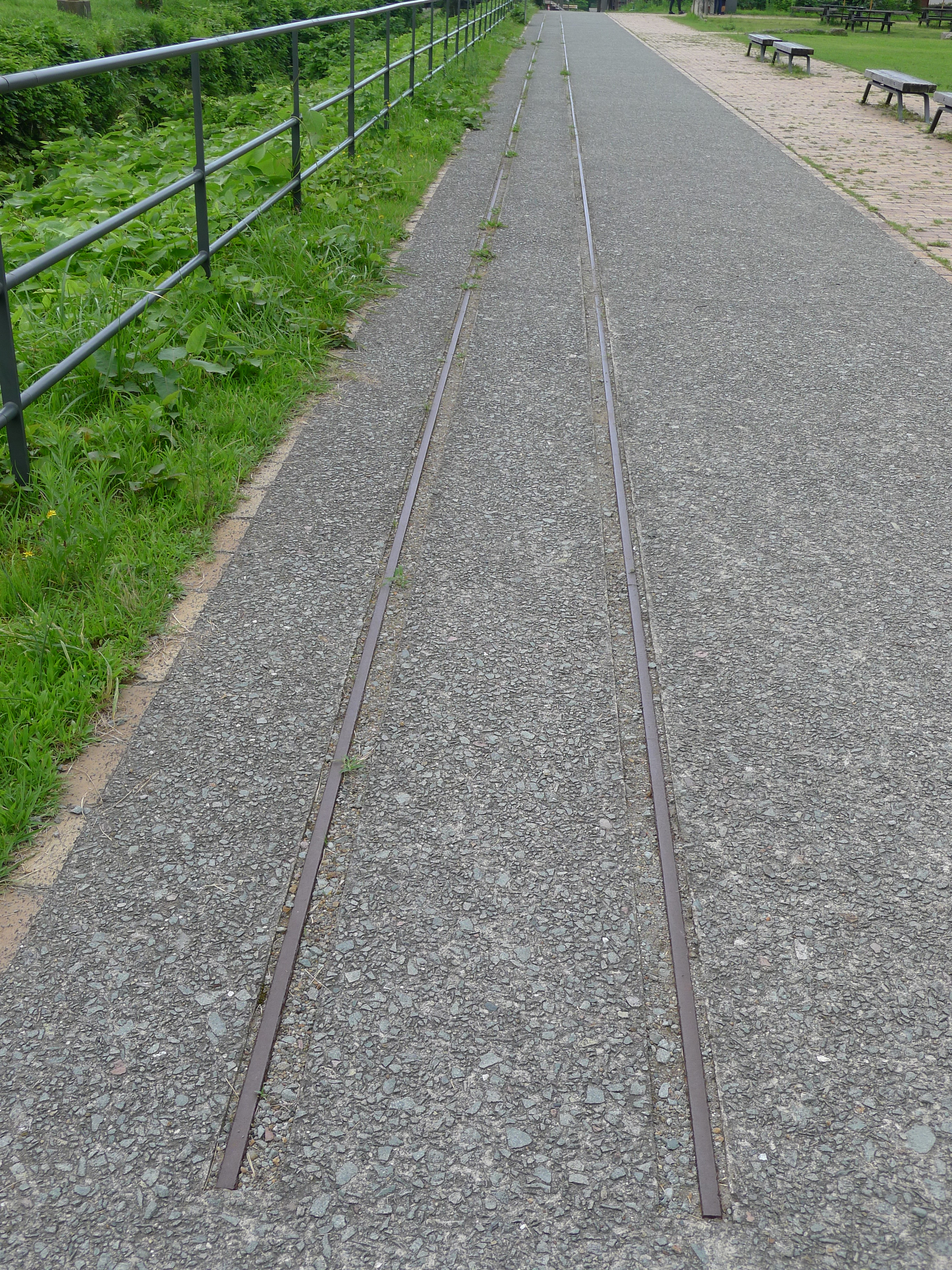
トロッコ軌道跡
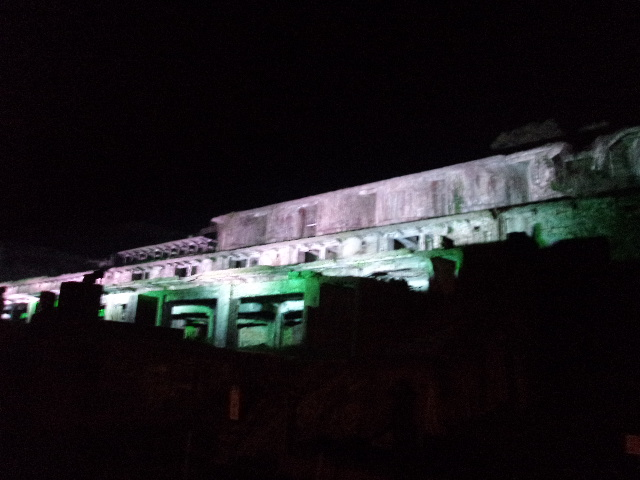
ライトアップの様子
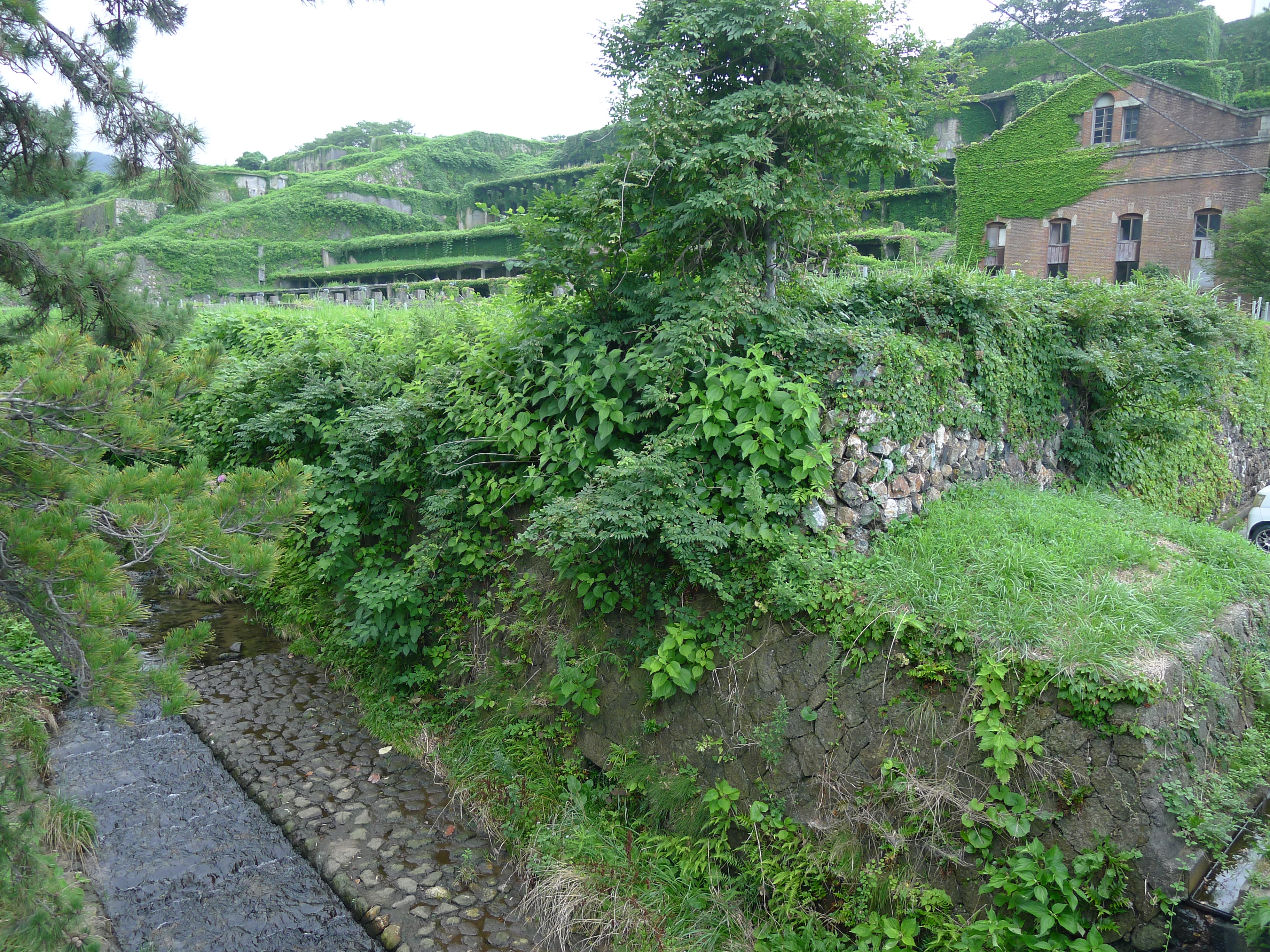
敷地の中央を流れる濁川